# Sudirmangebergte
Het Sudirmangebergte ligt in de Indonesische provincie Papoea op het eiland Nieuw-Guinea. Het gebergte vormt het westelijke gedeelte van het  Maokegebergte (het "Sneeuwgebergte"). 
Het gebergte heette in de Nederlandse koloniale tijd (tot 1962) het Nassaugebergte en het oostelijke deel het Carstenszgebergte naar de zeevaarder Jan Carstensz.
De hoogste bergtop is de Puncak Jaya of Carstenszpiramide (4884 m), de hoogste berg van het werelddeel Oceanië. De berg behoort daardoor tot de zeven toppen, de lijst van hoogste bergen van elk continent.